# Tyberiusz Semproniusz Longus
Tyberiusz Semproniusz Longus (ur. ok. 260 p.n.e.) – konsul rzymski podczas drugiej wojny punickiej. 
W roku 218 p.n.e. został wybrany na urząd konsula, drugim konsulem na ten rok został Publiusz Korneliusz Scypion. W tym samym roku Semproniusz został wysłany do Afryki wraz ze 160 okrętami w celu pozyskania uzupełnienia wojsk i zapasów. W trakcie tej wyprawy Semproniusz zdobył Maltę pokonując Kartagińczyków i biorąc w niewolę 2000 żołnierzy kartagińskich. Wezwany przez senat po klęsce wojsk rzymskich w bitwie nad rzeką Ticinus, wbrew radom Scypiona zaatakował armię Hannibala nad rzeką Trebią. W styczniu 217 p.n.e. pokonany Semproniusz z 10 000 żołnierzy powrócił do Rzymu. W roku 207 p.n.e. w bitwie pod Grumentum pokonał oddziały kartagińskie dowodzone przez wodza Hannona.
Był ojcem Tyberiusza Semproniusza Longusa, który pełnił urząd konsula w 194 p.n.e.